# Tjeljabinsk
Tjeljabinsk (russisk: Челя́бинск, tr. Tjeljábinsk) er en by i Tjeljabinsk oblast, Urals føderale distrikt i Den Russiske Føderation, beliggende lige øst for Uralbjergene, ved bredden af floden Miass. Byen er det administrative center i oblasten, og har 1.177.058 (2024) indbyggere, hvilket gør Tjeljabinsk til den Russiske føderations syvende største by.
Byen er kendt som et af Ruslands industrielle centre, især med fokus på produktion af metalvarer.

## Geografi
Tjeljabinsk ligger øst for Uralbjergene, 199 km syd for Jekaterinburg 200-250 moh.
Byen gennemskæres af floden Miass, der betragtes som grænsen mellem Ural og Sibirien. Dette afspejles i geologien, med Urals lave granitbjerge vest for byen og de lavere sedimentbjerge på den Vestsibiriske slette øst for byen.
"Leningrad broen" forbinder Miassflodens to bedder, og kaldes "Ural-broen til Sibirien". Tjeljabinsk er kendt som "Porten til Sibirien".

### Klima
Tjeljabinsk har tempereret fastlandsklima, den koldeste måned er januar med en gennemsnitstemperatur på - 14,1 °C, varmeste måned er juli med gennemsnitligt + 19,3 °C. Årsgennemsnittet er + 3,2 °C. Den gennemsnitlige nedbør er 430 mm pr. år.
Vinteren er lang, kold og snedækket. Permanent snedække på 15-18 cm dannes i november og ligger i 145-150 dage. Snestorme forekommer i 30-35 dage.

## Historie
Fortet Tjeljaba, der har givet byen sit navn, blev grundlagt på stedet i 1736. I 1781 var byen og fortet vokset sammen. Omkring år 1900 tjente byen som udgangspunkt for konstruktionen af den Transsibiriske jernbane. I 1913 blev indbyggertallet opgjort til 45.000.
Byen voksede kraftigt under den store industrialisering i 1930'erne. En række store fabrikker blev bygget i denne periode. Under 2. verdenskrig besluttede Stalin at flytte en stor del af den russiske industri til områder øst for Uralbjergene. Hermed kom nye store fabrikker og tusindvis af arbejdere til byen. Der blev opført flere enorme anlæg til produktion af T-34-kampvogne og Katjusja-raketbatterier (stalinorgler), og byen blev kendt under navnet tankograd (sammensat af tank og den russiske endelse for by: -grad, dvs. kampvognsbyen). Hermed voksede byen fra en lille provinsby til en stor industriby og centrum for sværindustri.
Hele oblasten var lukket for udlændinge indtil 1992.
Tjeljabinsk er en by der har mange seværdigheder og kendte navne.

### Befolkningsudvikling
| År   | Indbyggere |
| ---- | ---------- |
| 1897 | 19.998     |
| 1939 | 273.116    |
| 1959 | 689.049    |
| 1970 | 875.210    |
| 1979 | 1.029.522  |
| 1989 | 1.141.777  |
| 2002 | 1.077.174  |
| 2010 | 1.130.132  |

Note: Data fra folketællinger

## Erhverv
Nær Tjeljabinsk findes brunkul og marmor, der anvendes i industrien, som fremstiller metal, stål, stålrør (Tjeljabinsk Rør-valse Værk), traktorer, elektroteknik, ure (Molnija). Dele af industrien er fra sovjettiden integreret i militæret.

## Uddannelse og kultur
Der findes to universiteter: Syd Urals Universitet og Tjeljabinsk Statsuniversitet, et Medicinsk Akademi samt et Pædagogisk Universitet. Byen huser en opera og teatre.

## Kysjtym-ulykken
I 1957 skete en alvorlig atomulykke på Majak-anlægget til oparbejdning af atombrændsel, ca. 150 km nordvest for byen. Man estimerer at udslippet var på ca. 2 millioner Curie (2 MCi). Ulykken medførte op mod 200 dødsfald og sygdom i Tjeljabinsk oblast, men byen gik fri. 10.000 mennesker blev evakueret og op imod en halv million mennesker i området er blevet udsat for stråling over de tilladte grænseværdier – i nogle tilfælde op til 20 gange mere end hos ofrene for Tjernobylulykken.
Anlægget blev opført i stor hast og fuldstændig hemmeligt i 1945-48 som del af Sovjetunionens atomvåbenprogram. Anlægget skulle oprindeligt bruges til at producere plutonium til våbenbrug, og fem kernereaktorer blev opført til dette formål. Senere blev anlægget bygget om til at oparbejde plutonium fra nedlagte atomvåben som brændsel.
Arbejdsmiljøet var fra starten elendigt hvilket gav anledning til megen sygdom blandt de ansatte, og der var flere mindre ulykker.
I de første år blev der udledt en del radioaktivt forurenet vand til en række mindre søer i nærheden af anlægget og ud i floden Techa, som løber ud i floden Ob.
Majak var målet for Gary Powers spionflyvning i maj 1960.
Først i 1992 blev ulykken officielt indrømmet. Også i 1967 og 1968 forekom alvorlige ulykker på Majak.

## Meteoritnedfald
Den 15. februar 2013 eksploderede en meteor på anslået over 10.000 ton i en højde af 15-20 km over byen og forårsagede op mod 1200 personskader og mange skader på byens bygninger.

## Venskabsbyer
Tjeljabinsk har syv venskabsbyer:
- Ramla, Israel
- Petropavl, Kasakhstan
- Changchun, Kina
- Ürümqi, Kina
- Nottinghamshire, Storbritannien
- Antalya, Tyrkiet
- Columbia, USA

## Personer med tilknytning til Tjeljabinsk
- Sergej Ivanov, professionel russisk landevejscykelrytter
- Ksenia Pervak, professionel russisk tennisspiller
- Ivan Ukhov, russisk højdespringer